# 尉景
尉 景（うつ けい、生年不詳 - 547年）は、中国の北魏末から東魏にかけての軍人・政治家。字は士真。本貫は善無郡。

## 経歴
北魏の孝昌年間、六鎮の乱が起こると、高歓とともに杜洛周に投じ、ともに爾朱栄に帰順した。軍功により博野県伯に封じられた。普泰元年（531年）、高歓が信都で起兵するとこれに従った。安北将軍・光禄大夫の位を受けた。中興2年（532年）閏月、驃騎大将軍・儀同三司の位を受けた。韓陵の戦いでは、ひとり尉景の率いる軍のみが損害を受けた。太昌元年（532年）4月、高歓が洛陽に入ると、尉景は鄴で留守をまもった。まもなく公に進封された。7月、斉州刺史として、行台の侯景の下で郭遷の乱を討った。
尉景の妻の高婁斤（常山郡君）は、高歓の姉であった。尉景は東魏の勲戚として、厙狄干とともに重んじられたが、利殖にうつつを抜かし、ことあるごとに高歓に譴責された。冀州刺史となったとき、大規模な収賄をおこない、狩猟のための夫役を徴発して死者300人を出した。厙狄干は御史中尉となって尉景を捕縛したいと願い出て、高歓に笑われた。滑稽俳優の石董桶が高歓の前で尉景の衣服を剥ぎ取ってみせ、「公は百姓から剥ぎ取ったが、董桶がどうして公から剥ぎ取らないことがありましょう」と言って、このことを風刺した。高歓が収奪をやめるよう戒めたところ、尉景は「君とともに生活の道を求めている者は多いのに、わたしが人に取るのを止めさせれば、君は天子の収入を割かせるのですか」と訊ねたため、高歓は笑って答えなかった。
尉景は長楽郡公に改封された。天平3年（536年）12月、并州刺史から太保に上った。興和2年（540年）1月、太傅に転じた。ときに逃亡者を隠匿した事件に連座して東魏の宮廷に拘禁されたため、崔暹を通して高澄にそのことを伝えた。高歓がこれを聞くと泣きだして、「臣は尉景がいなければ、今日にいたることはありませんでした」と宮廷に三度訴えたので、孝静帝は尉景を許した。興和4年（542年）4月、この件で尉景は驃騎大将軍・開府儀同三司に降格された。高歓が事件を処理して尉景を訪ねると、尉景は怒りのため床に臥せって動かず、「わたしを殺すときはやって来い」と叫んだ。高歓は膝を屈して尉景を慰めた。
尉景は果下馬を所有しており、あるとき高澄がこれを求めたが尉景は与えなかったので、高澄は「一匹の馬も馬索をつけなければ家畜にできない」と捨て台詞を吐いた。高歓は尉景と常山君の前で高澄を譴責して杖打った。まもなく尉景は青州刺史に任ぜられたが、素行を改めて統治に気を配った。武定5年（547年）5月、大司馬に任じられた。病のため青州で死去した。太師・尚書令の位を追贈された。北斉の皇建初年、長楽王に追封された。
子の尉粲は、北斉の司徒・太傅に上った。

## 伝記資料
- 『北斉書』巻15 列伝第7
- 『北史』巻54 列伝第42